# Dobrina, Šentjur
Dobrina je naselje, ki leži okoli 18 km od Šentjurja in tako spada pod Občino Šentjur. Leži na južnem pobočju Žusma, v bližini Slivniškega jezera, ki mu domačini pravijo »kozjansko morje«. Dobrina je poznana tudi po Grajskem vrelcu - izviru zdravilne vode.
Najpomembnejša objekta v vasi sta podružnična cerkev sv. Jakoba iz 15. stoletja in župnijska cerkev sv. Valentina.